# Kermoroc'h
Kermoroc'h is een gemeente in het Franse departement Côtes-d'Armor (regio Bretagne) en telt 355 inwoners (2004). De plaats maakt deel uit van het arrondissement Guingamp.

## Geografie
De oppervlakte van Kermoroc'h bedraagt 6,1 km², de bevolkingsdichtheid is 58,2 inwoners per km².

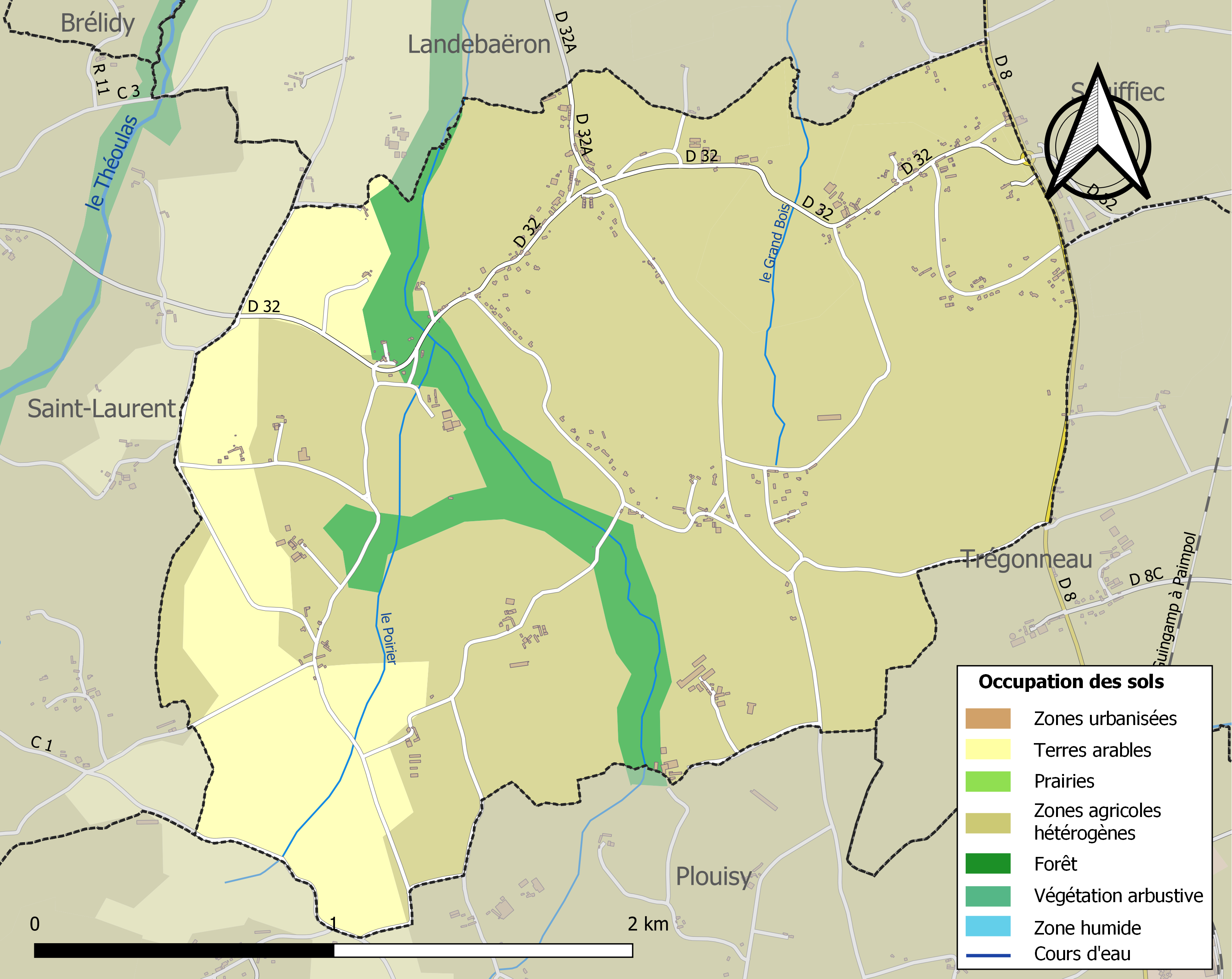
Kaart van de gemeente met de belangrijkste infrastructuur, bodemgebruik en omliggende gemeenten

## Demografie
Onderstaande figuur toont het verloop van het inwonertal (bron: INSEE-tellingen).
1. ↑  Populations de référence 2022.